# Kellita Smith
Kellita Smith (* 15. Januar 1969 in Chicago, Illinois) ist eine US-amerikanische Schauspielerin. Bekanntheit erlangte sie mit der Rolle der Wanda McCullough in der FOX-Sitcom The Bernie Mac Show und der Rolle der Sergeant Roberta Warren in der Horrorserie Z Nation.

## Leben und Karriere
Smith wurde in Chicago, Illinois, geboren und wuchs in Oakland, Kalifornien, auf. Sie studierte am Santa Rosa Junior College und mache einen Abschluss in Politikwissenschaft.
In frühen Jahren arbeitete Smith als Model. Sie begann ihre Schauspielkarriere auf der Bühne in einer regionalen Produktion von Tell It Like It Tiz. Weitere Theaterstücke sind die Los Angeles-Produktionen von No Place to be Somebody im K.C. Theatre Company, Feelings (The Hudson Theatre), für die sie 1996 einen NAACP Theatre Award als beste Nebendarstellerin gewann, The Thirteenth Thorn (Complex Theatre), für die sie für einen NAACP Theatre Award als beste Schauspielerin nominiert wurde, und One Woman Two Lives, das im Juli 2009 im Imagined Life Theatre uraufgeführt wurde.
Im Fernsehen debütierte Smith in einer Episode von In Living Color und später als Gaststar in Living Single, Moesha, Hinterm Mond gleich links, The Parkers und New York Cops – NYPD Blue. Sie hatte außerdem eine Nebenrolle in Sister, Sister. 2001 wurde sie an der Seite von Bernie Mac in der Fox-Sitcom The Bernie Mac Show gecastet. Die Serie wurde von 2001 bis 2006 fünf Staffeln lang auf Fox ausgestrahlt. Für ihre Rolle als Wanda McCullough in der Bernie Mac Show wurde sie viermal für einen NAACP Image Award nominiert.
Im Jahr 2014 wurde Smith als Roberta Warren in der postapokalyptischen Syfy-Serie Z Nation besetzt. 

## Filmografie
- 1993: In Living Color (Fernsehserie, 1 Episode)
- 1994: Echt super, Mr. Cooper (Fernsehserie, 1 Episode)
- 1994–1995: Martin  (Fernsehserie, 10 Episoden)
- 1995: Crossing Guard
- 1995: Sister, Sister (Fernsehserie, 3 Episoden)
- 1997: Malcolm & Eddie (Fernsehserie, 4 Episoden)
- 2001: Kingdome Come
- 2001–2006: The Bernie Mac Show (Fernsehserie, 104 Episoden)
- 2005: Wer entführt Mr. King?
- 2005: Roll Bounce
- 2012–2015: The First Family (Fernsehserie, 36 Episoden)
- 2014: Imperial Dreams
- 2015: Sharknado 3
- 2014–2018: Z Nation (Fernsehserie, 61 Episoden)
- 2016–2019: In the Cut
- 2021: This Is Us – Das ist Leben (This Is Us) (Fernsehserie, eine Episoden)